# Drenovo
Drenovo (Drenov grič)
Drenovo je manjša stanovanjska soseska vrstnih hiš na območju krajevne skupnosti Drenov grič v občini Vrhnika, v jugozahodnem delu Slovenije. Nahaja se na robu Ljubljanskega barja, v neposredni bližini avtoceste A1, približno 2 kilometra vzhodno od središča Vrhnike. Soseska je del širšega urbanega območja Drenovega griča in je znana po mirnem bivalnem okolju, obdana z gozdom in naravnimi površinami.

## Geografija
Drenovo se razprostira na rahlo dvignjenem terenu Drenovega griča, ki ponuja razgled na okoliško naravo in Ljubljansko barje. Sosesko sestavlja niz sodobnih vrstnih hiš, zgrajenih v urejeni mreži ulic in zelenih površin. Arhitekturno se soseska odlikuje po enotnem urbanističnem slogu in premišljeno zasnovanem bivalnem okolju.

## Zgodovina
Gradnja soseske Drenovo je potekala v zadnjih desetletjih 20. stoletja in v začetku 21. stoletja kot del širše stanovanjske širitve Vrhnike proti vzhodu. Zaradi dobrih prometnih povezav z Ljubljano in bližine narave se je območje hitro razvilo v priljubljeno lokacijo za družinsko bivanje.

## Prebivalstvo
V Drenovu prebivajo predvsem družine in posamezniki, ki delujejo v okolici Vrhnike in Ljubljane. Soseska nima uradno ločenega statusa naselja, temveč spada pod naselje Drenov grič, ki je upravno del občine Vrhnika.

## Infrastruktura
V bližini soseske se nahajajo:
osnovna šola in vrtec (na Drenovem griču),
lokalna trgovina, pošta in druge osnovne storitve,
urejene prometne povezave z Vrhnikom in Ljubljano (bližina avtocestnega priključka),
avtobusne linije v smeri Vrhnike in glavnega mesta.

## Narava in rekreacija
Soseska Drenovo je obdana z gozdnimi površinami, ki nudijo možnosti za sprehode, tek, kolesarjenje in druge rekreacijske dejavnosti. V bližini se nahajajo pohodniške poti, naravne znamenitosti Ljubljanskega barja ter območja, zanimiva za ljubitelje narave in opazovalce ptic.

## Zanimivosti
Območje Drenovega griča je bogato z arheološkimi ostalinami, ki pričajo o prazgodovinski naseljenosti.
Soseska je primer sodobnega urbanističnega razvoja z upoštevanjem naravnega okolja.
Zunanje povezave
Občina Vrhnika
Krajevna skupnost Drenov grič - Lesno Brdo
https://www.drenovo.si/